# Пол Леманн
Пол Леманн (англ. Paul Lehmann) — австралійський дипломат. Надзвичайний і Повноважний Посол Австралії в Україні (з 2024).

## Життєпис
Отримав ступінь бакалавра права та бакалавра архітектури в Університеті Аделаїди, Австралія. Володіє французькою мовою та ток-пісіном.
Пан Леманн є старшим кар'єрним офіцером Департаменту закордонних справ і торгівлі
Він працював за кордоном Верховним комісаром Нігерії та міністром-радником з розвитку у посольстві Австралії в Афганістані.
Був міністром-радником з управління у Верховній комісії Австралії в Порт-Морсбі.
9 грудня 2023 року призначений Надзвичайним та Повноважним Послом Австралії в Україні та Молдові.
22 квітня 2024 року вручив копії вірчіх грамот заступнику міністра закордонних справ України Андрію Сибігі
22 квітня 2024 року вручив вірчі грамоти Президенту України Володимиру Зеленському